# Whisky (película)
Whisky es una película uruguaya de comedia, estrenada en 2004. Está dirigida por Juan Pablo Rebella y Pablo Stoll, producida en conjunto con Argentina, Alemania y España. Estuvo protagonizada por Andrés Pazos, Mirella Pascual, Jorge Bolani y contó con las participaciones especiales de Daniel Hendler y Ana Katz.

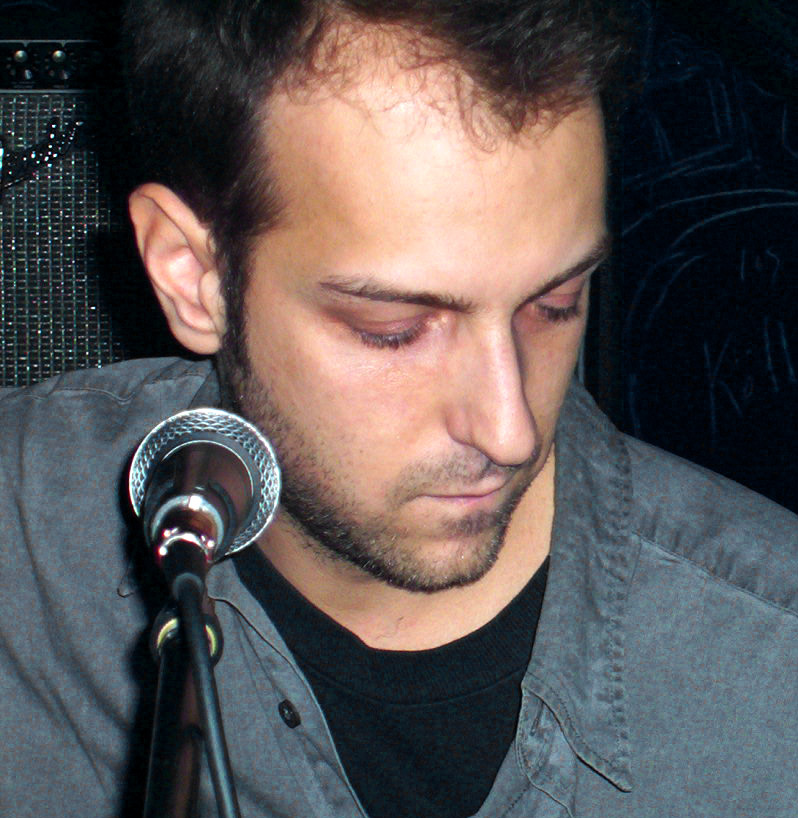
Juan Pablo Rebella

La película fue estrenada en el Festival de Cannes, dónde obtuvo el premio "Un certain regard". Desde su lanzamiento, obtuvo críticas positivas y fue galardonada en múltiples premios internacionales, incluyendo en los Premios Goya de España y en los Premios Ariel de México, etcétera.

## Argumento
En el primer aniversario de la muerte de su madre, Jacobo Koller, dueño de una pequeña fábrica de calcetines y que lleva una vida muy aburrida y repetitiva, le pide a una de sus atentas empleadas, Marta, que pase unos días en su casa haciéndose pasar por su esposa, ya que su hermano, Herman, llega para una visita. Lleva un tiempo darse cuenta de que Jacobo le pregunta a Marta porque no tiene a nadie más a quien preguntar. Por qué Marta está de acuerdo es otro asunto.
Jacobo es consciente de que su hermano ha tenido más éxito desde que se mudó y posiblemente está resentido por el tiempo que tuvo que dedicar a cuidar a su madre moribunda, en lugar de trabajar en su propio negocio. La visita de Herman es inicialmente un momento difícil para los dos hermanos que claramente tienen poco en común; sin embargo, poco antes de regresar a casa, Herman le pide a Jacobo y a Marta que lo acompañen a una visita a un centro turístico donde pasaban el tiempo con sus padres, cuando eran pequeños. Marta está dispuesta a ir mientras que Jacobo acepta a regañadientes. Durante las vacaciones, Marta y Herman se acercan y surge la posibilidad de que sientan algo el uno por el otro. Jacobo se mantiene frío y sin emociones hacia los otros personajes y parece ansioso porque las vacaciones terminen. Justo antes de irse a casa, Herman le da a Jacobo una suma de dinero como compensación por el tiempo que perdió al tener que cuidar a su madre. Jacobo inicialmente no está dispuesto a aceptarlo, pero toma el dinero después de ver a Herman cantar una canción de amor hacia Marta en un restaurante de karaoke que los tres visitan. Más tarde, esa noche, Jacobo va solo a un casino, colocando todo el dinero en un juego de ruleta y gana. Él guarda parte del dinero, pero envuelve la parte más grande como un regalo. Mientras se despiden de Herman, Marta le pone una nota en la mano y le dice que lo lea en el avión. Cuando regresan a casa, Jacobo llama a un taxi por Marta y le da el dinero en efectivo. A la mañana siguiente, Marta no se presenta a trabajar, pero, Jacobo sigue la misma rutina de siempre.

## Reparto
- Andrés Pazos como Jacobo Koller.
- Mirella Pascual como Marta Acuña.
- Jorge Bolani como Herman Koller.
- Ana Katz como Graciela, la esposa joven
- Daniel Hendler como Martín, el esposo joven
- Verónica Perrotta como Empleada de Jacobo 1.
- Mariana Velazques como Empleada de Jacobo 2.
- Dumas Lerena como Isaac, cliente de Jacobo.
- Damián Barrera como Andrés, el recepcionista.
- Alfonso Tort como Juan Carlos, el encargado de maletas.
- Francisca Barreira como niña cantando.
- Richard G. Hogan como joven mendigo (sin acreditar)

## Premios
- Premio Guerrero de la prensa especializada, premio del público y premio a la mejor actuación, Festival Internacional de Cine de Guadalajara (2005).
- Premio especial del jurado y premio del público en el Festival de Cine Latinoamericano de Washington (2005).
- Premio Ariel a la mejor película iberoamericana de la Academia Mexicana de las Artes y Ciencias Cinematográficas (2005).
- Premio Transilvania en el Festival Internacional de Cine de Transilvania (2005).
- Premio a la mejor actuación femenina en el Festival Internacional de Cine de Miami (2005).
- Premio Goya a la mejor película extranjera de habla hispana (2004).
- Premio en la sección «Un certain regard» y premio FIPRESCI en el Festival de Cine de Cannes (2004).
- Premios al mejor guion y actuación femenina en el Festival de Lima (2004).
- Mención especial del jurado a la fotografía en el Festival Internacional de Cine Manaki Brothers, Macedonia (2004).
- Kikitos de oro a la mejor película, mejor actriz y premio del público en el Festival de Cine de Gramado (2004).
- Premio a la mejor dirección en el Festival Internacional de Cine de Chicago (2004).
- Premios a la mejor película y a la mejor actuación femenina en el Festival Internacional de Cine de Tokio (2004).[3]
- Colón de oro a la mejor película y Colón de plata a la mejor dirección en el Festival de Cine Iberoamericano de Huelva (2004).[4]
- Premio a la mejor película en el San Juan Cinemafest, Puerto Rico (2004).
- Premios al mejor guion y a la mejor actuación femenina en el Festival Internacional de Cine de Tesalónica, Grecia (2004).
- Premio Coral a la mejor ficción, mención especial y Premio Glauber Rocha de la prensa extranjera en el Festival Internacional del Nuevo Cine Latinoamericano de La Habana (2004).
- Premio a la mejor película latinoamericana y premios a la mejor película, dirección, actuación femenina y masculina, guion, fotografía y música uruguaya, Asociación de Críticos de Cine del Uruguay (2004).
- Premio a la mejor película uruguaya, Cinemateca Uruguaya (2004).[5]
- Premio del público en el Festival de Cinéma des Trois Amériques, Quebec (2004).
- Premio Iris de Uruguay.

## Críticas
La película fue bien recibida tanto en el festival en el que se proyectó y por críticos de cine. La crítica Manohla Dargis, que escribió para el New York Times, dijo que "la película es un modelo de economía tanto fiscal como narrativa, y el tipo de trabajo que se desprende de los misterios de la conciencia, que cuenta detalles políticos y un sentido de proporción estética, es decir, que muy a menudo falta en el cine independiente estadounidense ".